# Raionul Romaniv, Jîtomîr
Romaniv (în ucraineană Романівський район, transliterat: Romanivskîi raion) este un raion în regiunea Jîtomîr, Ucraina. Reședința sa este așezarea de tip urban Romaniv.

## Demografie
Componența lingvistică a raionului Romaniv
     Ucraineană (98,14%)
     Rusă (1,56%)
     Alte limbi (0,15%)
Conform recensământului din 2001, majoritatea populației raionului Dzerjînsk era vorbitoare de ucraineană (98,14%), existând în minoritate și vorbitori de rusă (1,56%).